# Contes du Loup Blanc
Pour les articles homonymes, voir Loup blanc.
Les Contes du loup blanc (titre original : Tales of the White Wolf) forment un petit cycle à la suite du Cycle d'Elric. Ce sont des nouvelles d’heroic fantasy écrites par de nombreux auteurs, dont Michael Moorcock, mettant en scène les aventures d'Elric de Melniboné, une incarnation du Champion éternel.

## Cycle du Loup Blanc
1. Par-delà le multivers
2. La Gloire d'Elric